# (120462) Amanohashidate
(120462) Amanohashidate est un astéroïde de la ceinture principale.

## Description
(120462) Amanohashidate est un astéroïde de la ceinture principale. Il fut découvert le 26 octobre 1990 à Geisei par Tsutomu Seki. Il présente une orbite caractérisée par un demi-grand axe de 2,39 UA, une excentricité de 0,24 et une inclinaison de 4,5° par rapport à l'écliptique.

## Compléments